# Emil Viktor Ekstrand
Emil Viktor Ekstrand (Kalmar, 21 de enero de 1841-Upsala, 10 de noviembre de 1884), fue un botánico y briólogo sueco.

## Biografía
Estudia botánica en la universidad de Lund, obteniendo su licenciatura en 1875. Recolecta líquenes especialmente en Noruega. Enseña en la Universidad de Lund y en Estocolmo. Es conservador de las colecciones botánicas de la Academia de las ciencias. Es el autor de trabajos sobre briofitas y sobre la flora escandinava y la de Laponia.

## Obras
- emil viktor Ekstrand. 1880. Om blommorna hos Skandinaviens bladiga lefvermossor Jungermaniaceae foliosae (Flores en los países escandinavos hojas foliosas de hepáticas Jungermaniaceae). Volumen 6, N.º 1 de Handlingar, K. Svenska Vet. Akad. Bihang. Editor P. A. Norstedt & Söner, 66 pp.

## Honores
Miembro de
- 1859: Real Academia de las Ciencias de Suecia

## Eponimia
Especies
- (Polypodiaceae) Goniophlebium × ekstrandii Hoshiz.[5]